# Derry (New Hampshire)
Pour les articles homonymes, voir Derry (homonymie).
Derry est une ville du comté de Rockingham, dans l’État du New Hampshire, aux États-Unis. C'est la ville la plus peuplée du comté et la quatrième de l’État.
Le surnom de la ville, Spacetown, provient du fait que Derry est le lieu de naissance d'Alan Shepard, le premier astronaute des États-Unis. Derry a également été pendant un certain temps la résidence du poète Robert Frost et de sa famille.